# Nabil Ghilas
Nabil Ghilas (arabisch نبيل غيلاس, DMG Nabīl Ġīlās; * 20. April 1990 in Marseille) ist ein französisch-algerischer Fußballspieler.

## Karriere

### Verein
Ghilas begann seine Karriere beim Amateurverein Burel FC in Marseille. 2009 schloss er sich dem französischen Viertligisten SO Cassis Carnoux an.
Ein Jahr später, im Alter von 20 Jahren, verließ der gebürtige Franzose seine Geburtsstadt und wechselte zum Moreirense FC aus der Segunda Liga. Der Transfer beinhaltete die sofortige Leihe zum FC Vizela in die Campeonato Nacional de Seniores, der dritthöchsten Liga Portugals. Eine Spielzeit darauf kehrte der Stürmer nach Moreira de Cónegos zurück, wo ihm mit dem Moreirense FC der Aufstieg in die Primeira Liga gelang. In der Saison 2012/13 wurde Ghilas in allen 30 Ligapartien eingesetzt, dabei erzielte er 13 Tore. Trotzdem folgte der sofortige Wiederabstieg.
Im Juli 2013 gab der amtierende Meister FC Porto für eine Ablösesumme von geschätzten 3,8 Millionen Euro die Verpflichtung des Angreifers bekannt. Ghilas unterzeichnete einen Vierjahresvertrag, der eine Ausstiegsklausen in Höhe von 30 Millionen Euro beinhaltet. Bei seinem ersten Einsatz am fünften Spieltag, wurde er in der Nachspielzeit für Licá eingewechselt. Das Spiel beim GD Estoril Praia endete 2:2. Sein erstes Tor erzielte Ghilas beim 2:1-Heimerfolg im Pokalwettbewerb gegen denselben Gegner. Dabei kam der Stürmer erst in der 83. Minute ins Spiel und markierte vier Minuten später den spielentscheidenden Treffer. Drei Wochen später konnte der Ghilas durch ein Tor in der Schlussphase beim Europa-League-Spiel gegen Eintracht Frankfurt das Weiterkommen der Nordportugiesen ins Achtelfinale sichern. Sein erstes und bisher einziges Tor in der portugiesischen Eliteklasse schoss Ghilas am 26. Spieltag beim 3:1-Heimsieg gegen Académica de Coimbra. Im selben Spiel bereitete er einen weiteren Treffer vor.
Zur Saison 2014/15 wechselte Ghilas auf Leihbasis zum FC Córdoba und zur Saison 2015/16 zu UD Levante.
In der Sommertransferperiode 2016/17 wurde er vom türkischen Erstligisten Gaziantepspor verpflichtet. Nachdem dieser Verein im Sommer 2107 den Klassenerhalt der Süper Lig verfehlt hatte, wechselte Ghilas zusammen mit seinem Teamkollegen Doğanay Kılıç zum neuen Erstligisten Göztepe Izmir.
Seit dem Sommer 2019 steht er bei Vitória Setúbal in Portugal unter Vertrag.

### Nationalmannschaft
Obwohl Ghilas in Frankreich geboren wurde und auch die französische Staatsbürgerschaft besitzt, spielt er für Algerien. Der Offensivspieler wurde erstmals im März 2013 in die algerische Fußballnationalmannschaft berufen, kam aber nicht zum Einsatz. Sein Länderspieldebüt absolvierte der Stürmer beim WM-Qualifikationsspiel gegen Benin. Dabei erzielte er beim Auswärtstriumph im Stade Charles de Gaulle das Tor zum 3:1-Endstand, nachdem er zuvor für Islam Slimani eingewechselt wurde. In einem Freundschaftsspiel gegen Armenien konnte der Auswahlspieler einen weiteren Treffer für seine Nation markieren.
Der Nationaltrainer Vahid Halilhodžić berief ihn schließlich in den 23-Mann-Kader für die Weltmeisterschaft 2014 in Brasilien.

### Erfolge
- 2012: Aufstieg in die Primeira Liga mit dem Moreirense FC
- 2013: Portugiesischer Supercup mit dem FC Porto

## Spielweise
Der rechtsfüßige Angreifer ist am besten für die Position des Mittelstürmers geeignet, kann aber auch auf den Flügeln eingesetzt werden. Sein bulliger Körper ermöglicht es ihm den Ball zu behaupten. Obwohl ihm eine Ausbildung bei einem Spitzenklub fehlt, beherrscht er ein gutes taktisches Stellungsspiel. Trotz seiner Statur verfügt Ghilas über einen explosiven Antritt. Durch seine platzierten, harten Schüsse strahlt er immer wieder Torgefahr aus. Auch ist der Stürmer bereit Defensivarbeit zu leisten. Unter Fans trägt Ghilas den Spitznamen The New Benzema, eine Anlehnung an den ebenfalls algerischstämmigen französischen Nationalspieler Karim Benzema.
Der algerische Nationaltrainer Vahid Halilhodžić sagt über ihn: „Er ist ein interessanter Spieler, den wir seit einiger Zeit beobachten. Er ist ein kompletter Spieler. Er muss aber weiter arbeiten um sich zu verbessern. Sein Potenzial ist noch groß. Es ist ein Spieler der Zukunft.“

## Persönliches
Die Wurzeln von Ghilas liegen in der algerischen Hafenstadt Bejaia. Seine Eltern wanderten aber weit vor seiner Geburt nach Marseille aus. Sein sechs Jahre älterer Bruder Kamel war ebenfalls algerischer Nationalspieler.